# Walentin Ignatjewitsch Filatjew
Walentin Ignatjewitsch Filatjew (russisch Валентин Игнатьевич  Филатьев; * 21. Januar 1930 in Malinowka, Oblast Tjumen, Sowjetunion; † 15. September 1990 wahrscheinlich in Orjol, Oblast Orjol, Russland) war ein sowjetischer Kosmonautenanwärter. Er gehörte zur ersten Kosmonautengruppe der Sowjetunion, schied aber aus disziplinarischen Gründen vorzeitig aus, ohne an einem Raumflug teilgenommen zu haben.

## Leben

### Militärkarriere
Nach seinem Schulabschluss 1945 wurde Filatjew bis 1951 zu einem Grundschullehrer ausgebildet und trat danach in die Luftstreitkräfte der Sowjetunion ein. Er durchlief an der Militärfliegerschule Stalingrad eine Ausbildung zum Jagdflieger und wurde nach dem erfolgreichen Abschluss am 29. November 1955 zum Leutnant ernannt. Danach diente er gemeinsam mit seinen späteren Kameraden der Kosmonautengruppe Rafikow und Warlamow in einer Einheit der Luftverteidigung.

### Auswahl und Ausbildung zum Kosmonauten
Als die Sowjetunion ab August 1959 Militärpiloten suchte, um sie zu Raumfahrern auszubilden, kam Filatjew in die engere Wahl und wurde am 25. März 1960 in die Gruppe aufgenommen. Ab dem 17. Juni war dann die Erste Kosmonautengruppe der Sowjetunion, welche 20 Kandidaten umfasste, komplett. Am 9. Mai 1960 wurde er zum Hauptmann befördert. Seine Grundausbildung schloss er am 3. April 1961 mit dem Examen ab. Filatjew gehörte jedoch nicht zu den sechs Anwärtern, die zuerst für das Wostok-Raumschiff ausgebildet werden sollten. Am 16. Dezember 1961 erhielt er den (nicht offiziell zu tragenden) Titel eines Kosmonauten verliehen. Parallel zur Kosmonautenausbildung studierte er an der Militärakademie für Ingenieure der Luftstreitkräfte „Prof. N. J. Schukowski“, ohne dieses jedoch abzuschließen.
Am 27. März 1963 wurde Filatjew zusammen mit seinen Kameraden Neljubow und Anikejew betrunken wegen ordnungswidrigem Verhalten auf dem Militärflugplatz Tschkalowski verhaftet. Den Berichten zufolge waren die patrouillierenden Sicherheitskräfte bereit, über den Vorfall hinwegzusehen, wenn sich die Kosmonauten entschuldigten, worauf Anikejew und Filatjew eingehen wollten. Neljubow weigerte sich jedoch, so dass der Vorfall den Behörden gemeldet wurde. Da es bereits frühere Vorfälle gab, wurden alle drei Kosmonauten am 17. April 1963 (offiziell erst am 4. Mai 1963) aus dem Kosmonautenkorps entlassen. Unter anderem hatte Juri Gagarin gegenüber dem Kommandeur der Kosmonauten Kamanin die Entfernung Filatjews aus der Gruppe, nicht jedoch die der beiden anderen Kameraden gefordert.

### Weitere Karriere
Nach seinem Ausscheiden aus der Kosmonautengruppe diente Filatjew wieder bis 1969 als Pilot in der Luftwaffe. Am 29. November 1969 schied er im Range eines Majors aus dem Militärdienst aus und arbeitete bis 1977 am Institut Gipropribor in Orjol. Danach war er bis zu seinem Ruhestand 1987 in der Zivilverteidigung als Ausbilder tätig.

### Tod und Grabstätte
Filatjew starb im Alter von 60 Jahren an Lungenkrebs. Sein Grab befindet sich auf dem Troiski-Friedhof in Orjol.

## Privates
Filatjew war verheiratet und hatte einen Sohn.